# Datura leichhardtii
Datura leichhardtii är en potatisväxtart som beskrevs av Ferdinand von Mueller. Datura leichhardtii ingår i släktet spikklubbor, och familjen potatisväxter. Inga underarter finns listade i Catalogue of Life.